# STS-9
STS-9 (ang. Space Transportation System; znana również jako STS-41A) – szósta misja wahadłowca kosmicznego Columbia i dziewiąty lot programu lotów wahadłowców. Głównym zadaniem wyprawy było przeprowadzanie doświadczeń w zbudowanym przez ESA laboratorium Spacelab, umieszczonym i używanym w ładowni wahadłowca.

## Załoga
źródło
- John Young (6)*, dowódca (CDR) – 53-letni „weteran” kosmiczny pierwszy raz wystartował na orbitę 23 marca 1965 roku.
- Brewster Shaw (1), pilot (PLT)
- dr Owen Garriott (2), specjalista misji 1 (MS1)
- dr Robert A. Parker (1), specjalista misji 2 (MS2)
- Ulf Merbold (1), specjalista ładunku 1 (PS1)(ESA) (Niemcy)
- dr Byron Lichtenberg (1), specjalista ładunku 2 (PS2)

### Załoga rezerwowa
- Wubbo Ockels, specjalista ładunku
- Michael Lampton, specjalista ładunku

*(liczba w nawiasie oznacza liczbę lotów odbytych przez każdego z astronautów)

## Parametry misji
- Masa:
  - startowa orbitera: 112 318 kg
  - lądującego orbitera: 99 800 kg
  - ładunku: 15 088 kg
- Perygeum: 241 km
- Apogeum: 254 km
- Inklinacja: 57,0°
- Okres orbitalny: 89,5 min

## Cel lotu
Pierwszy lot europejskiego laboratorium kosmicznego Spacelab-1, które przez cały czas orbitalnego lotu znajdowało się w ładowni wahadłowca. Pierwszy astronauta-obcokrajowiec na pokładzie amerykańskiego statku kosmicznego (Ulf Merbold ze Stuttgartu).

## Przebieg misji
Po raz pierwszy na pokładzie wahadłowca znalazła się 6-osobowa załoga. Astronauci pracowali przez całe 24 godziny (na dwie zmiany), co pozwoliło na prowadzenie badań bez przerw na odpoczynek, przy pełnym wykorzystaniu wyposażenia Spacelab do obserwacji Ziemi, badań fizyki atmosfery, plazmy kosmicznej, promieniowania kosmicznego, ultrafioletowego, rentgenowskiego i słonecznego, zagadnień z astrofizyki, biologii i techniki materiałowej.
Awaria dwóch komputerów spowodowała opóźnienie lądowania o jedną dobę. W momencie, w którym powinien rozpocząć się zapłon przednich silników RCS przestał działać jeden z czterech głównych komputerów. Po chwili Columbia straciła drugi komputer. Centrum dowodzenia postanowiło odwołać lądowanie. Wkrótce odmówił posłuszeństwa zespół IMU (zespół przyrządów kontrolujących orientację promu w przestrzeni). Dopiero osiem godzin później, kiedy Youngowi udało się naprawić jeden z dwóch zepsutych komputerów, wydano zezwolenie na lądowanie. Należało odwrócić wahadłowiec bez pomocy przednich silników RCS (zestaw rakietowych silników korekcyjnych). Operacja powiodła się. Silniki OME wyhamowały prom na tyle, że opuścił orbitę i zaczął opadać w kierunku Bazy Lotniczej Edwards w Kalifornii. Dwie minuty przed lądowaniem nastąpił wyciek hydrazyny w dwóch z trzech pomp APU (pompy na pokładzie wahadłowca, wytwarzające i utrzymujące odpowiednie ciśnienie w instalacji hydraulicznej promu). Kilka minut po wylądowaniu na skutek pożaru doszło do wybuchu w sekcji silnikowej. Gdyby pożar lub wybuch nastąpił kilka minut wcześniej, jeszcze podczas lotu, wahadłowiec straciłby sterowność i runął na ziemię. Bez pomp APU nie można kierować systemem hydraulicznym.